# 抹殺
| ウィキペディアには「抹殺」という見出しの百科事典記事はありません（タイトルに「抹殺」を含むページの一覧/「抹殺」で始まるページの一覧）。 代わりにウィクショナリーのページ「抹殺」が役に立つかもしれません。 |